# Henri Saint-Simon
Henri Saint-Simon (1760. – 1825.), francuski socijalist, jedan od trojice “velikih utopista” koji zastupaju interese radništva i kritiziraju kapitalistički način proizvodnje te su svojim učenjima utjecali na oblikovanje teorije Karla Marxa. Najpoznatije djelo “Industrijski sustav” iz 1821.

## Životopis
Rodio se je u aristokratskoj obitelji. Politički je aktivan tijekom Francuske revolucije te završava i u zatvoru. U 40-ima je osiromašio, ali svejedno nastavlja s pisanjem, vjerujući da će doprinijeti razvoju društva. Financijski ga je neko vrijeme pomagao njegov bivši zaposlenik, a kasnije i rođaci. Pred kraj života je razočaran nedovoljnim uspjehom koji su njegove ideje polučile glede konkretnog društvenog napretka te pokušava samoubojstvo, no preživljava.

## Teorija
Saint-Simon je otac francuskog socijalizma i gorljivi zastupnik filozofije progresa. U povijesti ideja predstavlja francusku poveznicu između različitih učenja i filozofija 18. stoljeća s jedne strane, i teoretičara znanosti, tehnologije i progresa 19. stoljeća s druge strane. Među potonjima je i Auguste Comte, svojevremeno Saint-Simonov učenik i suradnik.
Općenito, zaokuplja ga uspostava i izrastanje suvremenog društva iz feudalnih sustava kakve je Europa baštinila iz srednjeg vijeka. Kao i mnogi drugi koji su preživjeli francusku revoluciju, nije potpuno negirao stabilnost i prednosti tradicionalnog kršćanstva, ali je smatrao da takva društva sadrže sjeme vlastite propasti, jer se ne bave potrebama ekonomski i socijalno dominantnih klasa.
Poučen iskustvom Francuske revolucije, smatrao je da prosvjetiteljstvo kao učenje u koje su mnogi u to vrijeme polagali velike nade, treba bitnije uzeti u obzir povijesne i socijalne okolnosti društva, ako želi postići njegovu trajnu promjenu na bolje.

## Djela
Industrijski sustav (1821.)

## Vanjske poveznice
- Henri Saint-Simon na britannica.com